# La Hacienda, Oaxaca
La Hacienda är en ort i Mexiko.   Den ligger i kommunen Salina Cruz och delstaten Oaxaca, i den sydöstra delen av landet, 500 km sydost om huvudstaden Mexico City. La Hacienda ligger 24 meter över havet och antalet invånare är 127.
Terrängen runt La Hacienda är platt åt sydost, men åt nordväst är den kuperad. Havet är nära La Hacienda åt sydost.  Närmaste större samhälle är Salina Cruz, 3,8 km öster om La Hacienda. 